# Hongdong-myeon
Hongdong-myeon (koreanska: 홍동면) är en socken i kommunen Hongseong-gun i provinsen Södra Chungcheong i Sydkorea, 110 km söder om huvudstaden Seoul.